# Glod (Fehér megye)

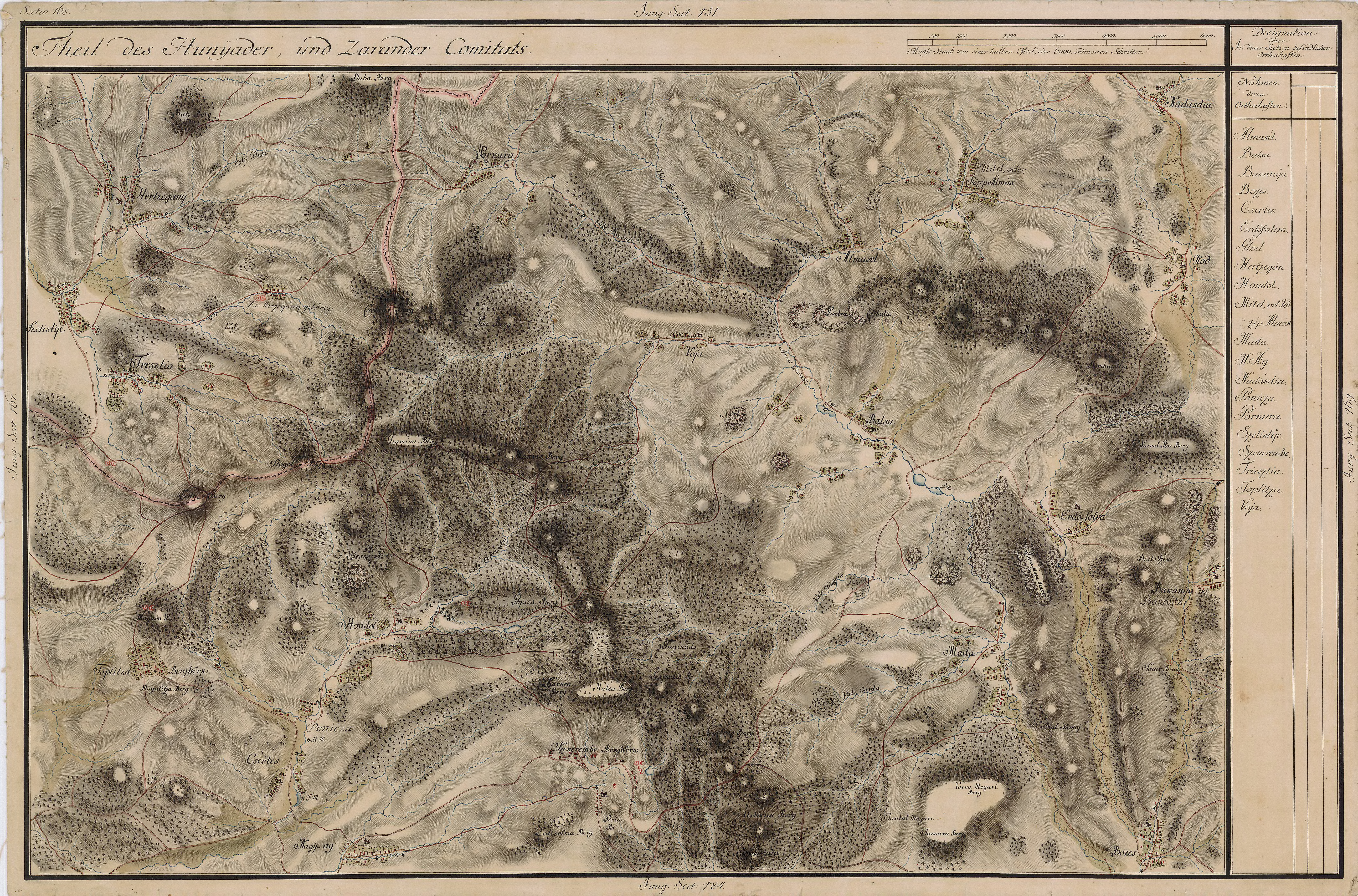
Glod egy 1700-as évekből való régi térképen

Glod (Glod), település Romániában, Erdélyben, Fehér megyében.

## Fekvése
Nagyalmástól délre, Algyógytól északra, Nádasdia és Erdőfalva közt fekvő település.

## Nevének eredete
Neve románul sáros, latyakos helyet jelent.

## Története
Glod nevét 1418-ban mlítette először oklevél v. volahalis Glod néven. Glod ekkor 14 jobbágytelekből állt.
1518-ban az Ákos nemzetségbeli Folti, Illyei Dienes család birtoka és Al-Diód vár tartozéka, a város birtoka volt.
1733-ban Glodul, 1808-ban Glód, 1913-ban Glod néven írták.
1910-ben 441 görögkeleti ortodox lakosa volt, melyből 416 román volt.
A trianoni békeszerződés előtt Hunyad vármegye Algyógyi járásához tartozott.